# Bundesautobahn 43
Bundesautobahn 43 (em português: Auto-estrada Federal 43) ou A 43, é uma auto-estrada na Alemanha.
A Bundesautobahn 43 tem 95 km de comprimento.

## Estados
Estados percorridos por esta auto-estrada:
- Renânia do Norte-Vestfália